# キャットフィッシュ・ハンター
ジェイムズ・オーガスタス・ハンター（James Augustus Hunter, 1946年4月8日 - 1999年9月9日）は、アメリカ合衆国ノースカロライナ州ハートフォード出身の元プロ野球選手（投手）。右投右打。
「Catfish（ナマズ）」はオーナーのチャーリー・O・フィンリーが命名したもので、趣味がナマズ釣りだったことに由来する。

## 経歴

### アスレチックス時代（1965年 - 1974年）
1964年6月8日にカンザスシティ・アスレチックスと契約。マイナーリーグを経験せずに1965年5月13日のシカゴ・ホワイトソックス戦で、19歳1ヶ月の若さでメジャーデビュー。8月25日のデトロイト・タイガース戦でメジャー初完封。9月24日のボストン・レッドソックス戦では6回までノーヒットに抑え、2安打完封勝利を挙げるなど8勝を記録。
1966年は初の開幕投手を務め、オールスターゲームに初選出された。後半戦は故障もあって1勝にとどまり、9勝11敗、防御率4.02の成績だった。1967年は防御率2.81、196奪三振を記録するが、援護に恵まれず13勝17敗と負け越した。
球団がオークランドに移転した1968年の5月8日にミネソタ・ツインズ戦で完全試合を達成。この試合は6回まで両チーム無得点だったが、7回に自ら先制の適時打を放ち3打点と投打に渡って活躍。しかし同カードとなった次の登板では8失点を喫するなどやや調子の波が大きく、13勝を挙げたがリーグワーストの87自責点。1970年は前半戦で13勝を記録し、3年ぶりにオールスターゲームに選出されるが、後半戦は5勝にとどまり、18勝14敗、防御率3.81の成績だった。
1971年は開幕直後は不調もその後8連勝。後半戦で防御率2.29と調子を上げ、21勝11敗、防御率2.96を記録し、チームの地区優勝に貢献。ボルチモア・オリオールズとのリーグチャンピオンシップシリーズでは第2戦に先発し完投するが5失点を喫して敗戦投手となり、チームは3連敗で敗退した。
1972年は21勝7敗、自己最高の防御率2.04を記録し、チームは地区連覇。デトロイト・タイガースとのリーグチャンピオンシップシリーズでは第1戦に先発して9回途中1失点、第4戦では8回途中1失点と好投するが共に勝敗付かず。チームは1931年以来41年ぶりのリーグ優勝を果たす。シンシナティ・レッズとのワールドシリーズでは第2戦に先発し、完封目前の9回2死から1点を失い降板するが勝利投手。最終第7戦では5回途中から登板して勝利投手となり、42年ぶりのワールドチャンピオンに輝いた。サイ・ヤング賞の投票では4位に入る。
1973年は途中1ヶ月の離脱もあったが6月2日から13連勝。リーグワーストの39被本塁打ながら21勝5敗、防御率3.33の成績でチームの地区3連覇に貢献。オリオールズとのリーグチャンピオンシップシリーズでは第2戦に先発し勝利投手。第5戦では5安打完封勝利を挙げてチームはリーグ連覇。ニューヨーク・メッツとのワールドシリーズでは第3戦と第6戦に先発していずれもトム・シーバーと投げ合い、第6戦では8回途中1失点で勝利投手となり、チームはワールドシリーズ連覇を果たした。サイ・ヤング賞の投票では3位。
1974年は25勝12敗、防御率2.49、リーグトップのWHIP0.99を記録し、共に初の最多勝利・最優秀防御率のタイトルを獲得する活躍でチームは地区4連覇。オリオールズとのリーグチャンピオンシップシリーズでは第1戦に先発するが5回途中6失点の乱調で敗戦投手。第4戦では8回途中無失点に抑えて勝利投手となり、リーグ連覇に貢献。ロサンゼルス・ドジャースとのワールドシリーズでは第1戦の9回二死からローリー・フィンガーズをリリーフしてセーブを記録。第3戦では8回途中1失点で勝利投手となり、チームは史上3度目のワールドシリーズ3連覇の偉業を成し遂げた。初のサイ・ヤング賞を受賞し、MVPの投票でも6位に入った。
しかし、同シーズンオフに「給料が契約通りに支払われなかった」と調停委員会に申し立てを行った結果、球団の契約違反により保留条項を含む全ての契約事項は無効であると認定され、史上初のフリーエージェントとなる。複数球団による争奪戦の結果、12月31日に5年総額375万ドルという当時としては破格の金額でニューヨーク・ヤンキースと契約。その際に使用したボールペンは野球殿堂博物館に展示されている。

### ヤンキース時代（1975年 - 1979年）
移籍1年目の1975年は開幕3連敗を喫するなど4月は不調も、その後復調。23勝14敗、防御率2.58、いずれもリーグトップの328.0イニング、30完投、WHIP1.01を記録し、リーグ史上4人目の5年連続20勝を達成。ジム・パーマーと並んで2年連続の最多勝利を獲得し、サイ・ヤング賞の投票ではパーマーに次ぐ2位に入った。
1976年はリーグワーストの28被本塁打、117自責点ながら17勝を記録し、チームの地区優勝に貢献。カンザスシティ・ロイヤルズとのリーグチャンピオンシップシリーズでは第1戦に先発し1失点完投勝利。第4戦では3回途中5失点で敗戦投手となるが、チームは12年ぶりのリーグ優勝を果たす。レッズとのワールドシリーズでは第2戦に先発するが、トニー・ペレスにサヨナラ安打を浴びて敗戦投手となり、チームは4連敗で敗退した。
1977年は故障もあって9勝9敗、防御率4.71に終わる。チームは地区連覇を果たすが、ロイヤルズとのリーグチャンピオンシップシリーズでは登板なし。ドジャースとのワールドシリーズでは第2戦に先発するが3本塁打を浴びて3回途中5失点で敗戦投手。チームは第6戦でレジー・ジャクソンの第3打席連続本塁打もあって15年ぶりのワールドチャンピオンとなった。
1978年は開幕から不調が続き、故障離脱もあって7月まで3勝、防御率6.51だったが8月・9月で9勝、防御率2.23と持ち直し、12勝を挙げる。チームはレッドソックスとのワンゲームプレイオフを制して地区3連覇。3年連続の対戦となったロイヤルズとのリーグチャンピオンシップシリーズでは第3戦で先発し、リードした状態で降板するがリリーフが打たれて勝敗付かず。ドジャースとのワールドシリーズでは第2戦に先発するが敗戦投手。第6戦では7回2失点の好投で勝利投手となり、チームのワールドシリーズ連覇に貢献した。
1979年は開幕5連敗を喫するなど2勝に終わり、同シーズンを最後に33歳の若さで現役を引退した。

### 引退後

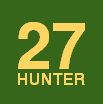
ハンターのアスレチックス在籍時の背番号「27」。
オークランド・アスレチックスの永久欠番に1991年指定。

引退後は野球から身を引き、故郷のハートフォードに自身の農園を拓き、農家に転身して過ごした。
1987年にアメリカ野球殿堂を果たすが、本人の意志により殿堂入りのプレートの帽子には在籍したアスレチックス・ヤンキースいずれのチームロゴは入れなかったため、プレートの帽子は空白となっている。その後1991年に古巣・アスレチックスよりハンター在籍時の背番号『27』がチーム初の永久欠番に指定された。
1997年から1998年頃に筋萎縮性側索硬化症を発症し、1999年9月9日、故郷ハートフォードで死去。53歳没。
死後、2004年からアスレチックスは「キャットフィッシュ・ハンター賞」を制定し、優れた人格の選手に贈っている。

## 詳細情報

### 年度別投手成績
| 年 度     | 球 団     | 登 板 | 先 発 | 完 投 | 完 封 | 無 四 球 | 勝 利 | 敗 戦 | セ 丨 ブ | ホ 丨 ル ド | 勝 率 | 打 者 | 投 球 回 | 被 安 打 | 被 本 塁 打 | 与 四 球 | 敬 遠 | 与 死 球 | 奪 三 振 | 暴 投 | ボ 丨 ク | 失 点 | 自 責 点 | 防 御 率 | W H I P |
| --------- | --------- | ----- | ----- | ----- | ----- | -------- | ----- | ----- | -------- | ----------- | ----- | ----- | -------- | -------- | ----------- | -------- | ----- | -------- | -------- | ----- | -------- | ----- | -------- | -------- | ------- |
| 1965      | KCA OAK   | 32    | 20    | 3     | 2     | 0        | 8     | 8     | 0        | --          | .500  | 567   | 133.0    | 124      | 21          | 46       | 5     | 2        | 82       | 2     | 1        | 68    | 63       | 4.26     | 1.28    |
| 1966      | KCA OAK   | 30    | 25    | 4     | 0     | 0        | 9     | 11    | 0        | --          | .450  | 740   | 176.2    | 158      | 17          | 64       | 4     | 2        | 103      | 2     | 2        | 87    | 79       | 4.02     | 1.26    |
| 1967      | KCA OAK   | 35    | 35    | 13    | 5     | 0        | 13    | 17    | 0        | --          | .433  | 1053  | 259.2    | 209      | 16          | 84       | 6     | 2        | 196      | 4     | 1        | 91    | 81       | 2.81     | 1.13    |
| 1968      | KCA OAK   | 36    | 34    | 11    | 2     | 3        | 13    | 13    | 1        | --          | .500  | 968   | 234.0    | 210      | 29          | 69       | 10    | 4        | 172      | 0     | 1        | 99    | 87       | 3.35     | 1.19    |
| 1969      | KCA OAK   | 38    | 35    | 10    | 3     | 0        | 12    | 15    | 0        | --          | .444  | 1002  | 247.0    | 210      | 34          | 85       | 1     | 5        | 150      | 8     | 0        | 99    | 92       | 3.35     | 1.19    |
| 1970      | KCA OAK   | 40    | 40    | 9     | 1     | 1        | 18    | 14    | 0        | --          | .563  | 1116  | 262.1    | 253      | 32          | 74       | 3     | 9        | 178      | 6     | 1        | 124   | 111      | 3.81     | 1.25    |
| 1971      | KCA OAK   | 37    | 37    | 16    | 4     | 3        | 21    | 11    | 0        | --          | .656  | 1109  | 273.2    | 225      | 27          | 80       | 7     | 4        | 181      | 2     | 0        | 103   | 90       | 2.96     | 1.11    |
| 1972      | KCA OAK   | 38    | 37    | 16    | 5     | 3        | 21    | 7     | 0        | --          | .750  | 1148  | 295.1    | 200      | 21          | 70       | 6     | 3        | 191      | 3     | 0        | 74    | 67       | 2.04     | 0.91    |
| 1973      | KCA OAK   | 36    | 36    | 11    | 3     | 0        | 21    | 5     | 0        | --          | .808  | 1040  | 256.1    | 222      | 39          | 69       | 1     | 1        | 124      | 2     | 0        | 105   | 95       | 3.34     | 1.14    |
| 1974      | KCA OAK   | 41    | 41    | 23    | 6     | 7        | 25    | 12    | 0        | --          | .676  | 1240  | 318.1    | 268      | 25          | 46       | 2     | 4        | 143      | 1     | 0        | 97    | 88       | 2.49     | 0.99    |
| 1975      | NYY       | 39    | 39    | 30    | 7     | 4        | 23    | 14    | 0        | --          | .622  | 1294  | 328.0    | 248      | 25          | 83       | 4     | 5        | 177      | 7     | 0        | 107   | 94       | 2.58     | 1.01    |
| 1976      | NYY       | 36    | 36    | 21    | 2     | 3        | 17    | 15    | 0        | --          | .531  | 1210  | 298.2    | 268      | 28          | 68       | 5     | 3        | 173      | 6     | 0        | 126   | 117      | 3.53     | 1.13    |
| 1977      | NYY       | 22    | 22    | 8     | 1     | 0        | 9     | 9     | 0        | --          | .500  | 608   | 143.1    | 137      | 29          | 47       | 3     | 3        | 52       | 2     | 1        | 83    | 75       | 4.71     | 1.28    |
| 1978      | NYY       | 21    | 20    | 5     | 1     | 0        | 12    | 6     | 0        | --          | .667  | 477   | 118.0    | 98       | 16          | 35       | 0     | 1        | 56       | 2     | 0        | 49    | 47       | 3.58     | 1.13    |
| 1979      | NYY       | 19    | 19    | 1     | 0     | 0        | 2     | 9     | 0        | --          | .182  | 460   | 105.0    | 128      | 15          | 34       | 0     | 1        | 34       | 2     | 0        | 68    | 62       | 5.31     | 1.54    |
| MLB：15年 | MLB：15年 | 500   | 476   | 181   | 42    | 24       | 224   | 166   | 1        | --          | .574  | 14032 | 3449.1   | 2958     | 374         | 954      | 57    | 49       | 2012     | 49    | 7        | 1380  | 1248     | 3.26     | 1.13    |

- 各年度の太字はリーグ最高
- KCA（カンザスシティ・アスレティックス）は、1968年にOAK（オークランド・アスレティックス）に球団名を変更

### 年度別守備成績
| 年 度 | 球 団   | 投手（P） | 投手（P） | 投手（P） | 投手（P） | 投手（P） | 投手（P） |
| 年 度 | 球 団   | 試 合     | 刺 殺     | 補 殺     | 失 策     | 併 殺     | 守 備 率  |
| ----- | ------- | --------- | --------- | --------- | --------- | --------- | --------- |
| 1965  | KCA OAK | 32        | 4         | 16        | 2         | 1         | .909      |
| 1966  | KCA OAK | 30        | 10        | 14        | 3         | 1         | .889      |
| 1967  | KCA OAK | 35        | 15        | 16        | 1         | 1         | .969      |
| 1968  | KCA OAK | 36        | 16        | 20        | 4         | 0         | .900      |
| 1969  | KCA OAK | 38        | 17        | 32        | 0         | 4         | 1.000     |
| 1970  | KCA OAK | 40        | 17        | 24        | 1         | 3         | .976      |
| 1971  | KCA OAK | 37        | 15        | 26        | 0         | 1         | 1.000     |
| 1972  | KCA OAK | 38        | 23        | 30        | 2         | 1         | .964      |
| 1973  | KCA OAK | 36        | 11        | 24        | 1         | 0         | .972      |
| 1974  | KCA OAK | 41        | 25        | 27        | 3         | 1         | .945      |
| 1975  | NYY     | 39        | 23        | 26        | 3         | 0         | .942      |
| 1976  | NYY     | 36        | 24        | 30        | 2         | 2         | .964      |
| 1977  | NYY     | 22        | 4         | 11        | 0         | 1         | 1.000     |
| 1978  | NYY     | 21        | 11        | 13        | 0         | 0         | 1.000     |
| 1979  | NYY     | 19        | 10        | 10        | 1         | 0         | .952      |
| MLB   | MLB     | 500       | 225       | 319       | 23        | 16        | .959      |

| 年 度 | 球 団 | 一塁（1B） | 一塁（1B） | 一塁（1B） | 一塁（1B） | 一塁（1B） | 一塁（1B） |
| 年 度 | 球 団 | 試 合      | 刺 殺      | 補 殺      | 失 策      | 併 殺      | 守 備 率   |
| ----- | ----- | ---------- | ---------- | ---------- | ---------- | ---------- | ---------- |
| 1967  | KCA   | 1          | 0          | 0          | 0          | 0          |            |
| MLB   | MLB   | 1          | 0          | 0          | 0          | 0          |            |

### タイトル
- 最多勝利：2回（1974年、1975年）
- 最優秀防御率：1回（1974年）

### 表彰
- サイ・ヤング賞：1回（1974年）

### 記録
- MLBオールスターゲーム選出：8回（1966年、1967年、1970年、1972年 - 1976年）
- 完全試合：1回（1968年5月8日、対ミネソタ・ツインズ戦）

### 背番号
- 27（1965年 - 1974年）
- 29（1975年 - 1979年）